# Les Avanchers-Valmorel
Les Avanchers-Valmorel este o comună în departamentul Savoie din sud-estul Franței. În 2009 avea o populație de 753 de locuitori.

## Evoluția populației
| An        | 1975 | 1982 | 1990 | 1999 | 2006 | 2009 |
| --------- | ---- | ---- | ---- | ---- | ---- | ---- |
| Populație | 458  | 673  | 732  | 716  | 761  | 753  |